# 土地国家管理制度
土地国家管理制度，是指国家政权对全国的土地，在宏观上进行管理、监督和调控的制度、机构和手段等组成的完整体系。土地国家管理由中央政府和地方各级政府来实施。世界上无论什么社会性质的国家，也无论实行什么样的土地制度，国家政权都要对全国的土地在宏观上进行管理、监督和调整。这是一个国家立国执政的基础，是由土地的一系列经济社会特性所决定。